# ТЭЦ ProNatura
ТЭЦ ProNatura — теплоэлектроцентраль в центральной части Польши в городе Быдгощ. Первый мусоросжигательный завод в стране.
В 2015 году в Быдгоще был введен в эксплуатацию мусоросжигательный завод ZTPOK (Zakład Termicznego Przekształcania Odpadów Komunalnych), рассчитанный на переработку 180 тысяч тонн бытовых отходов в год.
Пригодная для сжигания часть отходов сжигается в двух котлах, которые питают одну паровую турбину мощностью 13,8 МВт с проектной годовой выработкой 54 млн кВт-ч.